# Сухая (приток Столбового)
Сухая — река на полуострове Камчатка в России. Протекает по территории Усть-Камчатского района Камчатского края. Правый приток ручья Столбовой. Длина реки — 18 км.
Берёт начало у ледника Эрмана на склоне Ключевской Сопки. Течёт на северо-восток. Впадает в ручей Столбовой южнее посёлка Ключи.
По данным государственного водного реестра России относится к Анадыро-Колымскому бассейновому округу.
Код водного объекта 19070000112120000017107.